# Cajsa Tengblad
Cajsa Tengblad, folkbokförd Åsa Anna-Carin Tengblad, ogift Bylund, född 18 februari 1970 i Örnsköldsvik, är en svensk författare, hälsopedagog, föreläsare.och samtalsterapeut. 

## Biografi
Tengblad föddes 1970 i Örnsköldsvik och har från Högskolan i Gävle en högskoleexamen i friskvårdspedagogik och är entreprenör, diplomerad coach, diplomerad samtalsterapeut med KBT/ACT-inriktning och låtskrivare. 
2005 höll hon sin första föreläsning på temat självbild och 2013 började hon ta emot klienter för samtal. 
Sedan hösten 2010 arbetar Tengblad på heltid som föreläsare och författare. 
Cajsa har sedan 2020 även haft anställningar som lärare i Hälsa och Samtalsstöd på Mullsjö folkhögskola, som Hälsopedagog för ett Hälsoprojekt på Per Brahegymnasiet i Jönköping samt som samtalsterapeut på Strandhagens behandlingshem i Sävsjö.  
Som ung hade hon själv ätstörningar.

## Priser och utmärkelser
- Deverthska kulturstiftelsens kulturstipendium, 2013[4]